# Walter Stuart
Walter Canales Nascimento, conhecido como Walter Stuart (Birigui, 22 de julho de 1922 – São Paulo, 11 de fevereiro de 1999), foi um ator e humorista brasileiro.

## Biografia
Walter Stuart herdou o lado artístico da família, uma vez que seu pai e sua mãe, o francês Albert Canales e a anglo-espanhola Conceição Tereza eram atores de uma companhia circense chamada Oni, fundada em 1920. Nascido em Birigui, onde a companhia dos pais estava instalada, viveu sua infância e juventude num ambiente de circo, tendo viajado por todo o Brasil, sem deixar de frequentar colégios. Ainda criança, mudou-se para Buenos Aires onde viveu por sete anos e aprendeu a falar francês e espanhol com os irmãos Henrique e Conchita. Aos seis anos, começou a trabalhar como acrobata, sem perder de vista outras funções na trupe como bilheteiro, palhaço, faxineiro e ajudante de mágico.
Em 1941, casou-se com Mouralina Stuart, com quem tivera três filhos, dentre eles Adriano Stuart, nascido em Quatá, que seguiria os passos profissionais do pai. Neste mesmo tempo, para se estabilizar, montou uma loja de artigos masculinos denominada Stuart, na Rua Barão de Itapetininga, na Grande São Paulo, sem se desvincular por completo das atividades artísticas.
Em 1950, Albert e Conceição vendem o circo, firmando residência fixa em São Paulo e toda a família é contratada pela recém-inaugurada TV Tupi São Paulo passados os testes. Inicialmente, Walter Stuart é contratado como diretor de estúdio com seu irmão Henrique, entretanto, com a ajuda do diretor artístico, o jovem Cassiano Gabus Mendes, ganha o aval para criar e apresentar um programa semanal chamado Circo Bom Bril, que contava com a apresentação de vários artistas circenses da época num estúdio especial montado pela emissora. Assim,
Walter Stuart se consagra como um dos primeiros e grandes comediantes da televisão brasileira, ao trazer o  circo para o vídeo, inaugurando uma linguagem de humor no novo veículo de comunicação. Durante as décadas  de 50 e 60, roteiriza, dirige e atua em seriados de sucesso na emissora como As Aventuras de Berloque Holmes (1953), 48 Horas com Bibinha (1953), Seu Tintoreto (1956), Seu Genaro (1957) e Doce Lar Teperman (1959); o inesquecível programa chamado A Bola do Dia (1955), um diário bem-humorado que durou dez anos no ar; e os diversos teleteatros da TV de Vanguarda, TV de Comédia e do Grande Teatro Tupi.
Rapidamente, conquista as telonas, estreando no cinema em 1953 em O Mártir do Calvário e acumulando grandes sucessos como Uma Certa Lucrécia (1957), Crime no Sacopã (1963), A Super Fêmea (1973) e A Noite dos Duros (1978), este último roteirizado e dirigido por seu filho.
Sua primeira novela fora A Ponte de Waterloo (1967), de autoria do amigo Geraldo Vietri. Lá, fez novelas de sucesso como as revolucionária Beto Rockfeller (1968) e Signo da Esperança (1972). Em 1969, saiu da Tupi temporariamente para fazer Seu Único Pecado na Rede Record e voltaria a fazer isso em 1972 quando convidado por Bráulio Pedroso para atuar em O Bofe, na Rede Globo.
A TV Tupi São Paulo, assim como boa parte da Rede Associada de rádio, jornal e televisão, chegou ao fim em 1980. E então, ainda que entristecido pela iminente queda da emissora que o notabilizou, Walter Stuart fez O Espantalho (1977) na Record; Plumas & Paetês (1980) e Humor Livre (1984) na Globo;  Braço de Ferro (1983) na Band; Acorrentada (1983) e A Praça É Nossa (1987), seu último trabalho na televisão, no SBT.
Sua capacidade criativa e sua tresloucada atividade haviam sido tocados pela mágoa de ver o fim do local de trabalho - a TV Tupi -, que era inteiramente seu pois ajudou a erguê-lo. Walter Stuart faleceu em 11 de fevereiro de 1999, aos 76 anos, em São Paulo, vitimado por um câncer no pâncreas.

## Filmografia

### Televisão
Como Apresentador
| Ano       | Título               |
| --------- | -------------------- |
| 1950      | Circo Bom Bril       |
| 1953      | 48 Horas com Bibinha |
| 1955-1965 | A Bola do Dia        |

Como Ator
| Ano       | Título                          | Papel                                 |
| --------- | ------------------------------- | ------------------------------------- |
| 1952-1961 | Grande Teatro Tupi              | Vários Personagens                    |
| 1952-1961 | TV de Vanguarda                 | Vários Personagens. como Elmo Durgeon |
| 1953      | As Aventuras de Berloque Holmes | Berloque Holmes                       |
| 1956      | Seu Tintoreto                   | Tintoreto                             |
| 1957      | Seu Genaro                      | Stuart                                |
| 1958-1960 | TV de Comédia                   | Vários Personagens                    |
| 1959      | Doce Lar Teperman               | Toninho                               |
| 1967      | A Ponte de Waterloo             | Major Fred Wetherby                   |
| 1968      | Beto Rockfeller                 | Vicenzo                               |
| 1969      | Seu Único Pecado                | Canales                               |
| 1972      | Signo da Esperança              | Homem do Chapéu Coco                  |
| 1972-1973 | O Bofe                          | Gino                                  |
| 1977      | O Espantalho                    | Zé Pedro                              |
| 1980-1981 | Plumas e Paetês                 | Seu Chico                             |
| 1983      | Acorrentada                     | Antônio                               |
| 1983      | Braço de Ferro                  | Márcio                                |
| 1984      | Humor Livre                     | Vários Personagens                    |
| 1987-1992 | A Praça É Nossa                 | Maluco                                |

### Cinema
| Ano  | Título                            | Papel          |
| ---- | --------------------------------- | -------------- |
| 1953 | O Mártir do Calvário              | Caifás         |
| 1954 | O Circo Chegou à Cidade           |                |
| 1955 | Seu Pepino                        | Pepino         |
| 1956 | O Sobrado                         | Padre Atílio   |
| 1956 | Douglas Red                       | Pancho Lopez   |
| 1957 | Uma Certa Lucrécia                | Magicus        |
| 1960 | O Príncipe e o Pobre              | Pobre          |
| 1962 | Os Cosmonautas                    |                |
| 1963 | Crime no Sacopã                   |                |
| 1972 | As Mulheres Amam Por Conveniência |                |
| 1973 | A Super Fêmea                     | Oscar Mizinhas |
| 1974 | O Exorcismo Negro                 | Álvaro         |
| 1975 | Kung Fu Contra as Bonecas         |                |
| 1978 | As Amantes de um Homem Proibido   |                |
| 1978 | A Noite dos Duros                 |                |
| 1980 | Os Três Mosqueteiros Trapalhões   |                |
| 1982 | Pecado Horizontal                 | Seu Zé         |
| 1982 | As Aventuras de Mário Fofoca      |                |
| 1988 | Presença de Marisa                |                |